# 소년 앨리스 (음반)
《소년 앨리스》(少年アリス)는 사카모토 마아야의 네 번째 오리지널 앨범이다.

## 해설
- 칸노 요코가 프로듀서로서 참여한 마지막 앨범이다.
- 정규 앨범으로서는 전작인 《Lucy》이후 2년 8개월 만의 앨범이다.

## 수록곡
1. 우주 비행사의 노래(うちゅうひこうしのうた)
NHK 〈모두의 노래〉 사용곡
2. 하늘을 보라(ソラヲミロ)
3. 스크랩~이별의 시(スクラップ～別れの詩)
4. 목장 앨리스(まきばアリス)
5. 한낮의 눈(真昼が雪)
6. KINGFISHER GIRL The Song of "Wish You Were Here"
7. 히어로(ヒーロー)
8. 밤(夜)
9. CALL TO ME
10. 빛이 있으라(光あれ)
11. 꼬마 아이 포크(ちびっこフォーク)
12. park amsterdam（the whole story）
13. 03
오리지널DVD 숏 무비《03†》테마 송
14. 쪽지(おきてがみ)

## 스탭
- 작사：이치쿠라 히로시(1,11)·사카모토 마아야(2,4,7,10,13,14)·이와사토 유호(3,5,8)·Chris Mosdell(6)·Alan Brey(9)·troy(12)
- 작곡·편곡·프로듀스：칸노 요코(전곡)